# Rana Abdel-Rahim Koleilat
Ne doit pas être confondu avec Ibrahim Qoleilat.
Rana Abdel-Rahim Koleilat, née le 23 janvier 1967 est une trafiquante libanaise, qui a été accusée d'être à la tête du plus grand scandale bancaire libanais dans l'histoire.

## Biographie

### Vie privée
Elle a grandi dans le quartier Ras-El au cœur de Beyrouth. Son père, Abdel-Rahim Koleilat, était un officier de police de la sécurité des Forces intérieures libanaises et sa mère, Masarra Sanadiqi, a enseigné la littérature arabe dans une école publique locale. En 1970, ses frères jumeaux, Bassel et Taha, sont nés.
Elle a fait ses études secondaires dans une école religieuse chrétienne nommée Rahibaat el mahabbah ou l’école du Sacré Cœur, dans le quartier Clemenceau. Elle y a obtenu son baccalauréat avec une spécialisation en Sciences et a achevé ses études de premier cycle dans le secteur bancaire et des finances à Beyrouth.
Au long de sa carrière, elle a développé un réseau relativement important et les Koleilat sont rapidement devenus l'une des principales familles qualifiées de « nouveaux riches » au Liban et ont développé ce qui semblait être un réseau d'intérêts et de relations d'affaires localement, régionalement et internationalement.

### Vie professionnelle
Rana Koleilat a commencé comme greffière, avant de devenir un cadre de la banque al-Madina. Elle rejoint cette banque en 1985 et devient la secrétaire de direction d’Ibrahim Abou Ayyash. Ce dernier est à ce moment-là le Directeur Général de la banque avec son frère, Adnan Abou Ayyash.
Quelques années plus tard, Koleilat est promue et devient un des cadres supérieurs de la banque, dont la responsabilité spécifique est d'assurer la liaison avec la Banque Centrale du Liban. Cependant, son pouvoir exécutif au sein de la banque semble beaucoup plus large que cela. D’après l’article d’Omar Nashabe dans le journal Al-Raida, la raison pour laquelle il lui a été accordé un tel pouvoir, suffisant pour contrôler les activités de l'intégralité de la banque, sans supervision, n'est toujours pas claire.

## Accusations

### Effondrement de labanque al-Madina
Rana Koleilat a été accusée d'être à la tête d'une affaire de fraude financière et du plus grand scandale bancaire libanais dans l'histoire, impliquant un gaspillage de plus de 1,2 milliard de dollars.
Ayant apparemment commencé dès novembre 1999, Koleilat est présumée avoir exécuté une série de faux visant à transférer des fonds dans des comptes factices et contrôlés par elle-même et ses associés au sein de la banque. Au cours de la période de décembre 2002 à février 2003 (jusqu'au 14 février 2003, date de la faillite), elle aurait fait plus de 400 chèques émis en son nom et aux noms de ses complices, tirés sur son compte pour un montant total d'environ 150 millions de dollars. Cela a entraîné une crise de liquidité et a provoqué l'effondrement de la banque.
La banqueroute de la banque semble un chapitre de la conspiration de Rana, orchestrée par elle pour entraîner sa liquidation afin d'éliminer tous les indices relatifs à ses vols et aux crimes de blanchiment d'argent. Le Dr Adnan Abou Ayyash a alors mis en péril toutes ses ressources restantes pour tirer la banque de sa crise et éviter son effondrement total. C’était la seule option, nécessaire pour garantir le remboursement de l'argent des déposants.
Jusqu'en mars 2003, il a personnellement versé 470 millions de dollars US à la Banque Centrale du Liban et a vendu une large partie de ses actifs fonciers (terrains, bâtiments, etc.) à la Banque Centrale afin que l'effondrement de la banque puisse être évité. Malheureusement, tout cela n’a pas été suffisant pour enrayer l'effondrement de la banque.
Les Autorités libanaises ont inculpé Koleilat et neuf autres personnes dans l'un des scandales bancaires majeurs de l'histoire du Liban.
Une poursuite intentée par le Dr Ayyash au tribunal fédéral de Manhattan estime que Koleilat aurait blanchi de l'argent pour Saddam Hussein et aidé à financer l'organisation du « Al-Shaheed », un organisme de façade pour le Hezbollah à hauteur de 3,5 millions de dollars.

### Première arrestation
L'arrestation fin 2003, puis la libération sous caution à la fin décembre 2004 de Rana Koleilat, a fait la première page des journaux de Beyrouth. Rana Koleilat a ensuite fui le Liban en 2005, peu après sa libération sous caution.

### Assassinat de Rafik Hariri
Rana Koleilat est accusée d’avoir utilisé les fonds volés lors de l’attentat de la banque Al-Madina pour financer l'assassinat de Rafik Hariri. Le magazine international Fortune développe une thèse selon laquelle l'ancien premier ministre Hariri aurait été assassiné en raison de sa volonté d'ouvrir le dossier de la banque Al-Madina une fois de retour au pouvoir. La revue affirme avoir des documents bancaires confirmant leur thèse.
Elle a, par la suite, prétendu être victime de persécutions politiques et que sa plus grande crainte était d’être tuée, raison pour laquelle elle a fui le Liban.
De nombreux Libanais estiment que la Syrie et ses alliés au Liban auraient joué un rôle dans le bombardement d’un camion en février 2005, qui a tué l'ancien Premier Ministre libanais Rafik Hariri, qui avait tenté de réduire l’influence de la Syrie, ainsi que 20 autres personnes. L'équipe de l'ONU n'est pas allé jusqu'à accuser la Syrie pour la mort d'Hariri, mais a déclaré que son ingérence au Liban a contribué au climat de violence qui a conduit à assassiner Rafik Hariri.

### Deuxième arrestation
Koleilat, à 39 ans, a été arrêtée le 12 mars 2006 à São Paulo, après une dénonciation anonyme. Elle aurait offert un pot-de-vin de 94 000 $ à la police brésilienne, en vain. Son avocat prétend que c'était un malentendu causé par la langue, le Portugais, mal maîtrisé par Mme Koleilat.
Lors de son arrestation, elle portait un passeport britannique, l'identifiant comme Rana Klailat. La police a indiqué qu'elle avait visité le Brésil trois fois au cours de la dernière année. L'ambassade britannique à Beyrouth n’a pas pu valider son passeport. L’avocat de Mme Koleilat a assuré que le document était un original, obtenu parce qu'elle a la double nationalité - libanaise et anglaise.
Rana Koleilat aurait ensuite été interrogée pendant environ cinq heures au siège de la police fédérale de São Paulo. Elle risque d’être extradée vers le Liban. La flotte de 380 voitures et 33 yachts de luxe des Ayash Abou et des Koleilat a été confisquée.
Dans le même temps, le juge de São Paulo aurait rejeté les demandes pour une libération sous caution formulées par les défenseurs de Rana dans le cadre de l’accusation de corruption de la police de São Paulo.
La Banque Centrale, qui lutte pour protéger l'argent des déposants, aurait accepté le report de l'interrogatoire, après que Rana Koleilat a accepté de payer une somme de 5 millions de dollars tous les 15 jours pour couvrir une partie des dettes de la banque.
Rana Koleilat a été retrouvée avec des saignements dans sa cellule dus à une entaille dans son poignet gauche avec une lame d'un taille-crayon pour crayons eyeliner, mais la police brésilienne n'a pas pris cet acte sérieusement et a soupçonné Rana d’essayer d'attirer l'attention sur son sort.
Elle a été transférée dans une cellule plus sûre dans un autre poste de police après avoir reçu deux points de suture à l'hôpital.

## Actualité
Rana Koleilat se trouve maintenant dans une cellule de prison au Brésil, jusqu'à ce qu'une demande formelle d'extradition soit présentée par le Liban.
Le Liban n'ayant pas de traité d'extradition avec le Brésil, le procureur général libanais Saeed Mirza tente de trouver une base légale pour demander son extradition.